# Therapeuten (Sekte)
Die Therapeuten (altgriechisch Θεραπευταί Therapeutaí, Plural zu θεραπευτής therapeutḗs, deutsch ‚der Aufwartende, Diener, Wärter, (Gottes-)Verehrer‘) waren eine der Mystik zugewandte Gruppe jüdischer Einsiedler im Ägypten vom Anfang des 1. Jahrhunderts v. Chr.
Die Quelle dessen, was wir über die Therapeuten wissen, ist Philon von Alexandria, der in der ersten Hälfte des 1. Jahrhunderts n. Chr. lebte. Er beschreibt die Therapeuten in der Schrift De Vita contemplativa („Über das kontemplative Leben“; griechischer Titel Περὶ βίου θεωρητικοῦ ἢ ἱκετῶν ἀρετῆς τὸ τέταρτον Perí bíou theōretikoú ḗ iketṓn aretḗs tó tétarton). Der Titel bedeutet „Über das visionäre Leben“ oder „Das beschauliche Leben“.
Die Therapeuten gelten mit den Essenern als Vorläufer des christlichen Mönchtums, werden aber auch den antiken Gnostikern und der Gnosis zugerechnet. Ihre religiösen Ideen galten innerhalb des Judentums als Häresie.
Von einigen Historikern wird auch die Hypothese vertreten, dass die Bezeichnung Θεραπευταί für den vorchristlichen Mönchs- und Nonnenorden in Ägypten (Ptolemäer) möglicherweise eine Verformung des Sanskrit-/Paliwortes „Theravāda“ war, einer Form des Buddhismus, die gänzlich von den Vorstellungen einer buddhistischen Askese durchdrungen war.

## Lebensweise und Denkungsart
Sie seien, so Philon, vielerorts auf dem Erdkreis zu finden, auch in nichtgriechischen Ländern, besonders zahlreich seien sie aber in der Gegend um Alexandria. Die Therapeuten verschenkten all ihre Habe und zogen sich aus ihren Familien in die Gärten außerhalb der Städte zurück. Ihre Siedlungen lagen vor allem oberhalb des Marioutsees von Alexandria. Die jüdischen Einsiedler lebten asketisch und ehelos einzeln in Hütten, nur mit dem Nötigsten an Essen und Kleidern versorgt. In ihrer Gemeinschaft waren Männer wie Frauen gleichberechtigt zugelassen, die weiblichen Mitglieder nannten sich „Therapeutriden“ (Θεραπευτρίδες Therapeutrídes, Singular Θεραπευτρίς Therapeutrís).
Die Therapeuten versuchten, sich mit Wein- und Fleischverzicht selbst zu läutern und dadurch Gott näher zu kommen:

„Ihre Tafel bleibt rein vom Fleisch, sie bieten stattdessen Brot als Nahrung (…) Die aufrechte Vernunft nämlich rät ihnen, in Nüchternheit zu leben. Wein ist nämlich ein Gift, das Tollheit erzeugt, köstliche Leckerbissen aber reizen das unersättliche Geschöpf zur Begierde.“

Zur Sexualität bestand eine autochthon aversive Einstellung, die sich aus der religiös-spirituellen Gruppenidentität ergab.

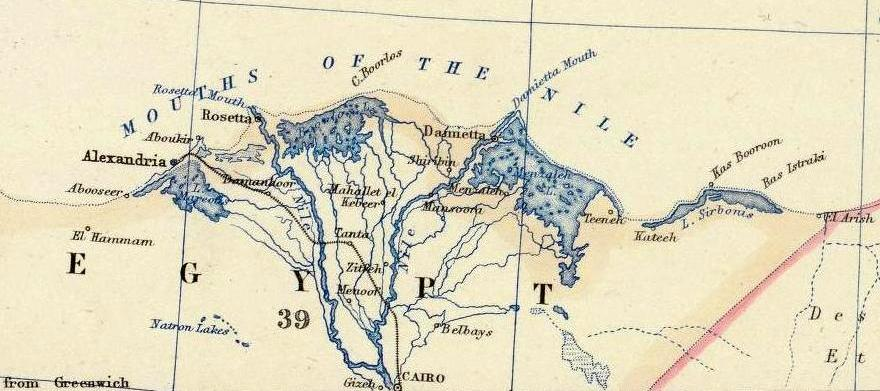
Die Lage des (heutigen) Marioutsees südöstlich von Alexandria. Karte aus dem Jahre 1861

Nach Philon suchten die Therapeuten die Einsamkeit und Wohnstellen außerhalb der Stadtmauern in Gärten oder auf entlegenen Grundstücken auf. So sollen sie vor den Toren Alexandrias, oberhalb des Marioutsees, bevorzugt gesiedelt haben, wo sie andererseits aber auch in der Nähe eines wichtigen ägyptischen Verkehrsknotenpunktes lebten.

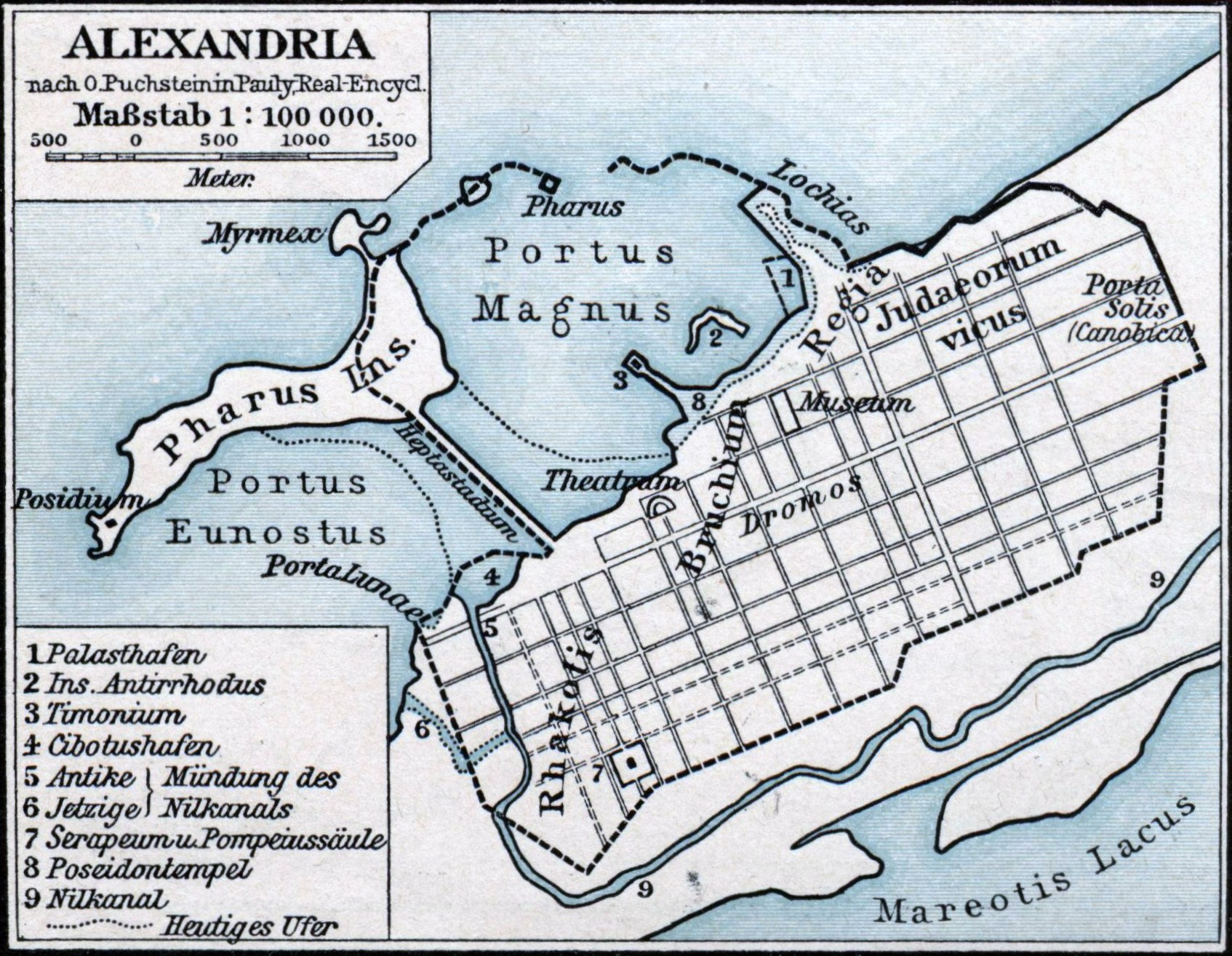
Alexandria um 30 v. Chr. in römischer Zeit; südöstlich des Marioutsees (mareotis lacus). Der Stadt lag ein rechtwinkliges Straßennetz zugrunde. Die lange Kanopische Straße durchzog die Stadt in Ost-West-Richtung, hier waren alle bedeutenden Gebäude errichtet worden. Die wichtigste Querachse bildete ein Damm, der das Festland mit der Halbinsel Pharos verband.

Sie beteten zweimal täglich, jeweils zum Aufgang und Untergang der Sonne. Das Morgengebet diente der Bitte, dass ‚himmlisches Licht‘ ihren Geist erfüllen möge, während das Abendgebet der Fürbitte galt, dass ihre Seele von der Unruhe durch die Sinne und deren Objekte frei werde. Die Zeit zwischen den Gebeten sei der Askese und den geistigen Übungen geweiht gewesen.
Philon schilderte die Körperhaltung der Therapeuten, wenn sie dem Vortrag folgten, dabei verbargen sie die Hände in ihrem Gewand, dabei die rechte Hand zwischen Brust und Kinn, die linke Hand zurückgezogen an die Taille.
Am siebten Tag (vergleiche „Sabbat“ und „Uposatha“) kommen sie zu einer gemeinschaftlichen Versammlung zusammen, auch würden dann die Anforderungen der Gemeinschaft gelockert. Ferner hatten sie im Vergleich zu den gläubigen Juden (jüdische Feste) einen anderen Festtagskalender.
Auch waren Frauen und Männer gemeinsam an den Festivitäten beteiligt, auch wenn sie getrennt gesessen seien. Da die Therapeuten jüdischer Herkunft waren, ist zu vermuten, dass der Siebentage-Rhythmus in der ursprünglichen Form erhalten wurde. Nach Detering (2018), Thundy (1993), Lockwood (2010), Mansel (1875) u. a. wurde die Gemeinschaft der Therapeuten von indischen bzw. buddhistischen Gehalten bestimmt, die die jüdische Toraexegese geprägt hätten.
Alle sieben mal sieben Tage, am Vorabend ihres Hochfestes (am fünfzigsten Tag), versammelten sich Frauen und Männer zu einem heiligen Mahl, dem wiederum Gebet, Wechselgesang und Schriftlesung vorangingen, um so das Hochfest einzuleiten. Da es zum üblichen Tagesablauf zur Nacht Tanz und Gesang vorsah, stand nunmehr die sinnliche Wahrnehmung deutlich stärker im Vordergrund und drängte das kontemplative Element in den Hintergrund. Das Mahl am Vorabend des fünfzigsten Tages bestand ebenfalls nur aus Brot und Salz. Dem Salz war Ysop beigemengt. Während des Mahls ließen sich die Therapeuten nicht von Sklaven bedienen, vielmehr übernahmen Ordensnovizen den Tafeldienst.
Tieropfer wurden von ihnen abgelehnt. Sie verachteten Habsucht und Besitz. Einfache weiße Kleidung war bevorzugt. Eine Verbindung zu Gott sei nur durch die Heiligung des Geistes, durch Selbstbeherrschung und Studium erreichbar. Im Denken standen sie den früheren Pythagoreern nahe. Die Therapeuten lehnten die Sklaverei ab.

## Verbindung zum Buddhismus
Zwischen dem römischen Imperium, dem griechisch-römischen Okzident und Indien hatte es schon früh enge Handelsverbindungen über die Seidenstraße, Weihrauchstraße und den Seeweg nach Ägypten gegeben (römisch-indische Beziehungen, Graeco-Buddhismus). So stellte etwa die Seidenstraße in der antiken Welt das umfangreichste Netzwerk an Straßen und Wegen dar. Prägend war für die Regionen, die entlang dieser Handelsroute lagen, ein konstant hohes Handelsvolumen sowie die zunehmende Ausbreitung des Buddhismus. In Alexandria in Ägypten wurden indische Grabsteine aus der Zeit der Ptolemäer gefunden. Unter Ptolemaios II. Philadelphos, der mit König Ashoka in Kontakt stand, erlebte Alexandria einen starken Aufschwung. Für die Ptolemäer bestand ein großes Interesse an einem Warenaustausch mit dem indischen Subkontinent. Dabei entwickelte sich nicht nur der Landweg, sondern in stärkerem Ausmaß auch der Seeweg über das Rote Meer zur Indusmündung und weiter nach Südindien in bedeutungsvoller Weise.
So schrieb Clemens von Alexandria im Kapitel I, 15/6 seiner Stromata, dass ihm die Anhänger des Buddha (altgriechisch Βούττα Boútta) bekannt seien: „Zu den Indern gehören die Anhänger der Lehre des Buddha, den sie wegen seiner alles überragenden Heiligkeit wie einen Gott geehrt haben.“
Nach Thundy (1993) gehe der Begriff θεραπευτής, so seine Hypothese, auf das Paliwort „Theravada“ zurück (Sanskrit स्थविरवाद sthaviravāda „die Lehre [vāda] der Alten [thera]“). Durch Sprachwandel sei das indische Wort mit den Konsonanten „ʊ“ und „ð“ durch Lautverschiebung in ein griechisches „π“ und „τ“ gewandelt worden. Einen Beleg hierfür sieht er unter anderem darin, dass bei Clemens von Alexandria, einem griechischen Theologen und Kirchenschriftsteller, „Buddha“ stets in der Schreibweise „Boutta“ (Βούττα) auftritt.
Nach Lockwood (2010/2018/2019) sei eine Ursache der Lautverschiebung die Initiative des buddhistischen, indischen Kaisers Aśoka (er regierte etwa 268 – 232 v. Chr.) gewesen, der erstmals religiöse Gesandtschaften bzw. buddhistische Mönche nach Kleinasien, ins Seleukiden-, Ptolemäer- und Antigonidenreich ausschickte, die die Kunde von der friedfertigen buddhistischen Botschaft verbreiten sollten (siehe auch Edikte des Aśoka und drittes buddhistisches Konzil). So ist eine Hypothese, dass die θεραπευτής Buddha-Mönche (Bhikkhu) waren, die hundert Jahre vor der Geburt Jesu unter der Bezeichnung „Theraputti“ (Therapeuten) als Missionare des zum Buddhismus konvertierten indischen Herrschers Ashoka in Ägypten Klöster betrieben hätten. Ptolemaios II. Philadelphos stand nach den Inschriften des 13. Großen Edikts des Aśoka mit dem dritten indischen König der Mauryas, Aśoka, um 250 v. Chr. in Kontakt. So sandte letzterer „Religionsbeauftragte“ (dharmamahāmātra) in das Reich des Ptolemaios (Tulamaya) (so zu Ptolemaios II. Philadelphos (Regent von 285-247 v. Chr.) und Ptolemaios III. Euergetes I. (Regent von 246–222 v. Chr.)).
Der Dipavamsa (Pali दीपवंस dīpavaṁsa Insel-Chronik) beinhaltet die älteste Version einer Chronik der Geschichte der Singhalesen. Sie geht auf Aufzeichnungen mehrerer anonymer Verfasser des buddhistischen Klosters (Maha Viharaya) in Anuradhapura zurück. Der Dipavamsa wurde vermutlich seit dem 4. Jh. v. Chr. verfasst. Eine spätere Chronik der Mahavamsa (Pali महावंस mahāvaṁsa „große (Maha) Chronik (Vamsa)“) ist eine auf dem Dipavamsa basierende Version einer Chronik der Geschichte des singhalesischen Volkes. Sie wurde von einem Mönch des buddhistischen Klosters (Maha Viharaya) namens Mahanama in der Regierungszeit des Königs Mahasena von Anuradhapura (274–301 v. Chr.) in Anuradhapura verfasst. Sowohl im Dipavamsa als auch im Mahavamsa wird über die Bekehrungsbemühungen der Yavanas (Sanskrit यवन yavana „Griechen“) unter Aśoka berichtet.
Ursprünglich war schon von Mansel (1875) die These vertreten worden, dass die Therapeuten oder kontemplativen Mönche Ägyptens aus einer Vereinigung des alexandrinischen Judentums mit den Vorschriften und Lebensweisen von Anhängern buddhistischer Vorstellungen hervorgegangen seien.
Auch Peter von Bohlen (1830) verfolgte diese These, wobei u. a. er auf Jean Leclerc verwies, ebenso Marcus (1952), ein Experte für das hellenistische Judentum in Betracht zog.
Obgleich von der aktuellen historischen Forschung die Anwesenheit von buddhistisch geprägten Gruppierungen in der Antike, im östlichen Mittelmeerraum, als sehr wahrscheinlich angesehen wird, ist doch die im Mahāvaṃsa („Große Chronik“) erwähnte griechische Stadt „Alasandra“ nicht die gleiche Lokalität, um die es sich im Rahmen der Therapeuten (dem ägyptischen Alexandria) gehandelt hat, vielmehr geht die Mehrheitsmeinung dahin, dass Alexandria am Kaukasus, das etwa 150 km nördlich des heutigen Kabul in Afghanistan liegt, hier anzunehmen sei. Auch das Alexandria in Arachosien, das heutige Kandahar (Afghanistan), wird vermutet.

## Verbindung zu den Essenern
Die Gruppe der Essener hatte sich, so die Annahme, um das Jahr 165 v. Chr. herausgebildet, in einer Zeit, die mit dem Ende des Makkabäeraufstandes von 168 bis 164 v. Chr. einherging. Damals beendeten die Makkabäer, unter den Protagonisten Mattatias und seinem Sohn Judas Makkabäus, die Herrschaft des Seleukidenreiches unter dessen Monarch Antiochos IV. über Judäa und führten den traditionellen jüdischen Tempeldienst wieder ein. Die Essener suchten durch eine räumliche Trennung von ihrer sozialen Umgebung, sich dem als ungünstig wahrgenommenen Einfluss (in Fragen der rituellen Reinheit) des Hellenismus fernzuhalten. Auch war die Vorstellung einer messianischen Naherwartung innerhalb der Gruppierung bedeutsam. Neben den Essenern und der Qumran-Gruppierung ist noch die Gruppe der Nazoräer zu nennen. Sie hätten den Essäern in ihrer Lebensweise und Auffassungen nahegestanden. Da die Bezeichnung „Essener“ in keinem Qumrantext vorkommt, wird vermutet, dass es sich bei der Bezeichnung nicht um eine eigene Namensgebung handelt. Diskutiert wurde eine innergriechische Ableitung des Begriffs „Essener“ von „Asidaioi“ (Ασιδιαίοι oder Asidäer), der gräzisierten Form von „Chassidim“ (Plural von hebräisch חָסִיד ḥāsîd, deutsch ‚fromm‘). Doch auch dies ist keine Selbstbezeichnung in den Qumrantexten. In den Ausführungen des Plinius dem Älteren, laut denen die Essener am Westufer des Toten Meeres gelebt haben sollen, wird angenommen, dass die Bewohner Qumrans eine Untergruppe der Essener gewesen war.
Wahrscheinlich gliederten sie sich in zwei Unterformen. Die eine Gruppe lebte im strengen Zölibat und war als fast reiner Männerorden organisiert. Ein möglicher Ort ihres Wirkens sei Khirbet Qumran gewesen. Ableger soll es aber am Südwesthügel in Jerusalem sowie in der Batanäa Judäa, also jenseits des Jordans gegeben haben. Die andere Gruppe der Essener lebte nicht zölibatär und war nicht von der übrigen Bevölkerung getrennt.
Die erste Gruppe bestand fast ausnahmslos aus Männern, die sich zu einem asketischen, überwiegend zölibatären und nahezu besitzlosen Leben entschlossen hatten. Die antiken Berichte über die Essener finden sich bei Flavius Josephus, bei Plinius dem Älteren und bei Philon von Alexandrien. Hierbei ist wichtig, dass keiner dieser antiken Autoren bei den Schilderungen der Essener auf eigene Beobachtungen zurückgreifen konnte.
Gehring (2012) arbeitete in seiner Untersuchung zu den antiken jüdischen Religionsparteien in einer tabellarischen Übersicht die Unterschiede zwischen den Essenern und den Therapeuten hinsichtlich ihrer Theologie/Philosophie, ihrem Sozialverhalten, ihrem Einfluss und ihren Regeln/Bräuchen heraus.
Obgleich sich beide Gruppierungen sehr ähneln, gibt es nach Gehring Unterschiede bzw. fehlen entsprechende Aussagen (nach den antiken Autoren) in der einen oder anderen Gemeinschaft:
- Theologie/Philosophie: So nehmen die Essener (E) eine strenge Prädestination an, alles sei vom Schicksal bestimmt. Die Therapeuten (T) treffen hierzu keine Aussagen. E nehmen eine unsterbliche Seele an, T hier sei die unsterbliche Seele angedeutet. E ein Gericht erfolgt im Jenseits, ein neues Leben nach dem Tode, T das neue Leben begänne schon durch Eintritt in die Gemeinschaft. E die Seele schwebe dem Himmel entgegen oder müsse leiden, T die Seele befände sich durch die Kontemplation im Himmel, nur der Körper sei auf Erden.
- Sozialverhalten, Einfluss: Keine relevanten Unterschiede zwischen E und T.
- Regeln/Bräuche: E keine Frauen, T Männer und Frauen. E rituelle Bäder, strenges Sabbatgebot, T hierzu keine Vorgaben. T Ekstase und Sonderfest alle fünfzig Tage mit Klatschen, Gesang und Tanz.

## Beurteilung bei den Kirchenvätern, Gnostikern
Die Gruppe der Therapeuten werden in den patristischen Werken, so etwa bei Eusebius von Caesarea und Epiphanios von Salamis erwähnt. Letzter widmete der alexandrinischen Ordensgemeinschaft einen ausführlichen Abschnitt in seinem Werk.
Auch der Gnostiker Basilides aus Alexandria sei, so Hermann Detering u. a., von buddhistischen Vorstellungen (siehe Buddhismus in der mediterranen Antike) beeinflusst worden.